# Јесенске (Љевице)
Јесенске (слч. Jesenské) насељено је мјесто са административним статусом сеоске општине (слч. obec) у округу Љевице, у Њитранском крају, Словачка Република.

## Становништво
| Година:    | 1994. | 2004.   | 2014. | 2024.    |
| ---------- | ----- | ------- | ----- | -------- |
| Број људи: | 49    | 51      | 51    | 44       |
| Разлика:   |       | +4,08 % | +0 %  | -13,72 % |

| Година:    | 2023. | 2024. |
| ---------- | ----- | ----- |
| Број људи: | 44    | 44    |
| Разлика:   |       | +0 %  |

Према подацима о броју становника из 2011. године насеље је имало 45 становника.